# Тебризское беглербегство
Тебризское беглербегство (азерб. Təbriz bəylərbəyliyi) или Азербайджанское беглербегство (азерб. Azərbaycan bəylərbəyliyi) — одна из административных единиц в составе Сефевидского государства с центром в городе Тебриз. Беглербегство граничило с Ширванским, Карабахским, Чухур-Саадским беглербегствами, иранскими областями и Османской империей.

## История
Тебризское беглербегство было создано в первой половине XVI века. В состав беглербегства входили такие области как Мераге, Урмия, Соуджбулаг, Хой, Сельмас, Маранд, Талыш, Арасбар, Султанийе, Зенджан и др. В Тебризском беглербегстве было развито земледелие, скотоводство, ремесло. Несмотря на перенос столицы государства Сефевидов в Казвин (1555), а позже и в Исфахан (1598), Тебризское беглербегство, будучи со стратегической и общественно-экономической точки зрения одной из самых богатых и важных областей Сефевидского государства, играло большую роль в политической и экономической жизни страны. Одна пятая часть личного состава Сефевидского войска (около 11-12 тысяч человек из 60 тысяч) приходилась на долю Тебризского беглербегства. Правителями Тебризского беглербегства назначались самые влиятельные кызылбашские эмиры (в основном главы племён текели и туркман).
В 1531 году беглербегом был Улама Текели. Племя текели, главой которого был Улама, являлось ветвью туркоманского племени теккэ и переселилось в область Азербайджан из Малой Азии. Позднее управление беглербегством перешло к эмирам из других туркманских династии. В 1583/84 году по настоянию эмиров из рода шамлы и устаджлы глава племени туркман Эмир-хан был отстранён от управления беглербегством. Это стало причиной кровавых столкновений между кызылбашами. Эмир-хану оказывали поддержку и текели. Эти события поставили в тяжёлое положение Сефевидское государство, которое вело войну с Османской империей. В результате управление беглербегством вновь перешло к туркманам. В 1590—1605 гг. территория Тебризского беглербегства находилось под контролем Османской империи (за исключением Талыша, Карадага и Ардебиля). Во время Шаха Аббаса (1587—1629 годы правления) после освобождения беглербегства, в 1605 году управление вновь перешло к туркманскому эмиру, Пирбудаг-хану.
После смерти Пирбудаг-хана беглербегом стал его сын Шахбенде-хан. Шахбенде-хан погиб в 1624/25 году во время военного похода в Грузию, и беглербегом был назначен его пятилетний сын Пирбудаг, а управление беглербегством было поручено специальному советнику.
После смерти Надир-шаха (1747) на территории Тебризского беглербегства было образовано несколько независимых ханств (Тебризское, Урмийское, Хойское, Карадагское и др.).

## Список бейлербеев
| Имя                              | Начало полномочий | Конец полномочий |
| -------------------------------- | ----------------- | ---------------- |
| Ильяс-бек Айгут оглы Хыныслы     | 1501              | 1503             |
| Хусейн-бек Лаля                  | 1503              | 1509             |
| Мухаммед-бек Устаджлы            | 1509              | 1514             |
| Дурмуш-хан Шамлы                 | 1514              | 1514             |
| Манташа султан Устаджлы          | 1514              | 1524             |
| Мухаммед-хан Текели              | 1524              | 1530             |
| Муса султан                      | 1530              | 1531             |
| Улама султан Текели              | 1531              | 1532             |
| Муса-бек Мосуллу                 | 1532              | 1534             |
| Эмир Гяйиб-бек Устаджлы          | 1559              | 1562             |
| Хважех Гасым Али                 | 1562              | 1573             |
| Юсиф-бек Устаджлы                | 1573              | 1573             |
| Аллахгулу-бек Афшар              | 1573              | 1577             |
| Эмир-хан Мосуллу Туркман         | 1577              | 1584             |
| Аллахгулу-бек Фатх оглы Устаджлы | 1584              | 1585             |
| Хусейнгулу-хан Устаджлы          | 1585              | 1586             |
| Мухаммед-хан Тохмаг Устаджлы     | 1586              | 1589             |
| Османская оккупация              | 1588              | 1603             |
| Мехдигулу-хан Чавушлу Устаджлы   | 1589              | 1591             |
| Хагверди султан                  | 1590              | 1593             |
| Фархад-хан Караманлы             | 1593              | 1593             |
| Дюльфягяр-хан Караманлы          | 1593              | 1605             |
| Пирбудаг-хан Порнак Туркман      | 1605              | 1616             |
| Шахбяндя-хан Порнак Туркман      | 1616              | 1618             |
| Гарачагай-хан                    | 1618              | 1620             |
| Шахбяндя-хан Порнак Туркман      | 1620              | 1625             |
| Пирбудаг-хан Порнак Туркман II   | 1625              | 1635             |
| Ростам-хан                       | 1635              | 1643             |
| Пирбудаг-хан Порнак Туркман II   | 1643              | 1650             |
| Алигулу-хан Девели               | 1652              | 1654             |
| Муртазагулу-хан Каджар           | 1655              | 1664             |
| Хаджи Али-хан                    | 1680              | 1694             |
| Рустам-хан                       | 1694              | 1695             |
| Анушах-хан                       | 1695              | 1696             |
| Мухаммед Талыб-хан               | 1696              | 1697             |
| Лютф Али-бек                     | 1697              | 1702             |
| Муса-бек                         | 1702              | 1711             |
| Мухаммед Заман-хан               | 1711              | неизвестно       |
| Мансур-хан Шахсевен Мугани       | неизвестно        | 1715             |
| Сефигулу-хан Зиядоглу Каджар     | 1715              | 1718             |
| Мухаммед Али-хан                 | 1719              | 1720             |
| Микри-хан                        | 1720              | 1721             |
| Мухаммед-бек Бейдили Шамлы       | 1721              | неизвестно       |